# 叚國璋
段國璋（？—1661年），號王屋，河南懷慶府濟源縣人，明末清初政治人物。

## 生平
出于济源知县史记言门下，万历三十七年（1609年）己酉科河南乡试第四十七名举人，四十一年（1613年）癸丑科進士。授莱州府推官，多所平反。天啟中官工科给事中，升户科都给事中，值庄烈帝初立，疏劾吏部尚书周应秋，逆阉虽诛，红案未定，朝议以崔呈秀发锦衣田尔耕讯，国璋争之曰：以田审崔，是何异以崔审崔也。一时以为确论。崇禎元年九月，升太常寺少卿、提督四夷馆。二年四月以阉党被削籍。济邑旧有土城，岁久倾圮，流寇由晋入豫，邑当其冲，国璋时归里，甃之以砖，贼至，登陴固守，邑西北连亘太行，与河内接境，饥民起为盗，窟穴其中，河内令王汉思剿之，苦乏饷，国璋倾赀犒师，卒平衆盗，两邑获安。明亡入清，以荐起任大理寺左寺正，顺治四年三月，升通政使司左参议，五年八月升右通政，七年三月升太常寺卿，八年奉旨祭告济渎，锦衣归里，时人以为荣，门人有登显仕者，未尝干以私，乡里有不便者，嘿解之，终亦不与人言。八年八月，以加上皇太后尊号覃恩，加工部左侍郎，时以兵饷不足，议增豫省漕粮十万，亟言于司农，罢之。十年二月，以年老致仕。十八年卒，赐祭葬如例。康熙五年祀乡贤。

## 家族
曾祖段縉。祖父段相。父段可行，儒官；中子。
子段昌祚，字西美，顺治丙戌进士，官工部主事。孙段无技，荫官贡监生。段有容，荫恩监生，候选光禄寺典薄。段补衮，荫恩监生。曾孙段志熙，以曾祖段国璋荫仕至浙江布政使。
在县東門外建有司空园，又名樂餘園。又有“父子兄弟科甲坊”，为侍郎段国璋建。